# Louis-René de Caradeuc de La Chalotais
Louis-René de Caradeuc de La Chalotais, född 6 mars 1701, död 12 juli 1785, var en fransk ämbetsman.
Chalotais var generalprokurator vid parlamentet i Rennes. Han upptog kampen mot den kungliga guvernören i landskapet angående några beskattningsfrågor. Tillsammans med sin son och några kolleger häktades och anklagades La Chalotais 1765 för att ha sänt kränkande, anonyma brev till kungen och regeringen. Om han verkligen var skyldig råder det delade meningar om. Den process som blev följden, och i vilken Charles Alexandre de Calonne fungerade som åklagare, fördes genom flera år och avbröts genom ett kungligt maktbud, varigenom La Charlotais förvisades. 1775 benådades han. Trots att La Charlotais i mycket syns ha varit en halsstarrig rättspedant, tog allmänna opinionen kraftigt parti för honom. "Fallet La Charlotais" väckte ett kolossalt uppseende och bidrog väsentligt till att undergräva kronans anseende.